# Милет (Османско царство)
Милет је назив за систем верске аутономије у Османском царству.
Под Османском влашћу, признатим верским групама је било дозвољено да успоставе своје самосталне заједнице зване милети, у којима су задржавале своје сопствене верски законе, традиције и језик, под заштитом султана. Милетима су управљали верски поглавари. Православним милетом је управљао грчки патријарх.
Османски систем милета се сматра за рани пример пре-модерног религијског плурализма.
Османско царство је као теократска држава дозвољавало институционализовано окупљање својих поданика само у оквирима верских заједница. Верским заједницама–милетима у Османском царству је било препуштено кананонско судство и организација црквено–школских општина. У колективном поседу милета налазиле су се цркве, манастири и задужбине верске групе, па је милетима било дозвољено формирање црквено–школских општина преко којих је упрaвљано црквама, школама, манастирима и задужбинама. Будући да је поглавар верске заједнице–милет баша био османски чиновник са звањем изједначеним са звањем везира, милет је био призната државна институција која је давала представнике у покрајинске и обласне скупштине–меџлисе. У царству су постојали муслимански милет, два јерменска милета, рум милет, односно Васељенска патријаршија, јеврејски, католички и протeстантски милет а од 1870. и егзархијски, односно Булгар милет.